# ويليام آدامز (سياسي)
ويليام آدامز (بالإنجليزية: William Adams)‏ هو سياسي نيوزلندي، ولد في 21 مارس 1811 في ميدلاند الغربية في المملكة المتحدة، وتوفي في 23 يوليو 1884 في نيوزيلندا. انتخب عضو مجلس النواب النيوزيلندي عن دائرة Picton (New Zealand electorate) ‏ (1867 – 1868).